# Indian Music Industry
L'Indian Music Industry (IMI) è un'organizzazione non governativa non a scopo di lucro atta a rappresentare l'industria musicale dell'India e i musicisti, interpreti, autori e compositori che ne fanno parte. È membro dell'International Federation of the Phonographic Industry.

## Classifica
A partire dal 21 giugno 2021 l'organizzazione pubblica settimanalmente una top 20 dei brani internazionali più popolari a livello nazionale, basata sugli stream delle piattaforme Spotify, Apple Music e Amazon Music.

### Singoli con più settimane alla numero uno
21 settimane
- Glass Animals – Heat Waves (2022)

15 settimane
- Rema e Selena Gomez – Calm Down (2023)

14 settimane
- CKay – Love Nwantiti (2021-22)

7 settimane
- The Kid Laroi e Justin Bieber – Stay (2021-22)
- Harry Styles – As It Was (2022)
- Chris Brown – Under the Influence (2022)

## Certificazioni
La Indian Music Industry fornisce le certificazioni di vendita agli album e ai singoli che hanno raggiunto le seguenti soglie:
| Disco                            | Album  | Album   | Singoli | Singoli |
| Disco                            | Oro    | Platino | Oro     | Platino |
| -------------------------------- | ------ | ------- | ------- | ------- |
| Colonne sonore di film in hindi  | 75 000 | 15 000  | 120 000 | 240 000 |
| Colonne sonore di film regionali | 40 000 | 80 000  | 60 000  | 120 000 |
| Musica pop indiana               | 15 000 | 30 000  | 60 000  | 120 000 |
| Musica religiosa indiana         | 10 000 | 20 000  | 50 000  | 100 000 |
| Musica classica/folk indiana     | 5 000  | 10 000  | 10 000  | 20 000  |
| Musica internazionale            | 12 000 | 30 000  | 60 000  | 120 000 |

Oltre alle vendite tradizionali, per le certificazioni vengono anche contate le riproduzioni in streaming: 10 download permanenti e 20 download temporanei della validità minima di 30 giorni di tracce di un album corrispondono a una copia venduta, così come 1 000 stream audio delle canzoni e 3 000 riproduzioni video. Lo stesso vale per le certificazioni dei singoli, dove 2 download temporanei, 100 stream audio e 300 riproduzioni video equivalgono a una vendita.